# Nikō
Nikō (jap. 民部日向; * 1253; † 1314) war einer der sechs älteren Schüler Nichirens und gründete nach dessen Tod den Tempel Myoko-ji in Mobara. Nach dem Weggang Nikkōs übernahm er im Jahre 1288 die Aufsicht über den Kuon-ji Tempel und gilt somit als Mitbegründer der Kuon-Ji-Schule des Nichiren-Buddhismus, aus der sich später die heutige Nichiren-shū entwickelte.